# Miliony internautów mogą się mylić
Miliony internautów mogą się mylić – szósty album studyjny polskiego zespołu Bracia Figo Fagot. Wydawnictwo ukazało się 4 grudnia 2020 roku nakładem wytwórni muzycznej S.P. Records.

## Lista utworów
| Nr  | Tytuł utworu                              | Długość |
| --- | ----------------------------------------- | ------- |
| 1.  | „Trzech Króli” (Gościnnie: Popek)         |         |
| 2.  | „Madziu, Magdo, Magdaleno”                |         |
| 3.  | „Miłosne Tango”                           |         |
| 4.  | „Pakistański Chłopiec” (Gościnnie: Popek) |         |
| 5.  | „Ugi Boogie”                              |         |
| 6.  | „Wędkarz Miłości”                         |         |
| 7.  | „Alkoholowa Eksplozja”                    |         |
| 8.  | „Karolino” (Kocham Cię)                   |         |
| 9.  | „Chłopiec Z Warszawy”                     |         |
| 10. | „Nie Zaufam Już Nigdy” (Figo & Samogony)  |         |